# Adem Grabovci
Adem Grabovci (ur. 9 kwietnia 1960 w Staraduranie) – kosowski polityk, jeden z założycieli Armii Wyzwolenia Kosowa i Demokratycznej Partii Kosowa.

## Życiorys
Ukończył studia prawnicze na Uniwersytecie w Prisztinie. W latach 1984–1989 był z powodów politycznych więziony przez jugosłowiańskie władze.
Był jednym z założycieli Armii Wyzwolenia Kosowa. W 1999 roku współzałożył również Demokratyczną Partię Kosowa; w 2005 roku przewodził jej strukturom w Peciu, następnie był członkiem partyjnego prezydium.
Pełnił funkcję ministra finansów w 1999 roku oraz wiceministra transportu i telekomunikacji w 2007 roku.
Od 12 grudnia 2010 do 7 maja 2014 był deputowanym do Zgromadzenia Kosowa z ramienia Demokratycznej Partii Kosowa.

## Życie prywatne
Jest żonaty i ma dwoje dzieci.
Deklaruje znajomość języka niemieckiego, serbskiego i słoweńskiego.